# Пахомов, Дмитрий Александрович
Дмитрий Александрович Пахомов (1872—1924) — русский прозаик и учёный-искусствовед, художник.
Сотрудник журналов «Исторический вестник», «Искусство и художественная промышленность» и других. Известен также своими путевыми очерками о Кавказе.

## Творчество
Автор научно-фантастической повести «Первый художник. Повесть из времён каменного века» (1907), в которой предпринята попытка научно обоснованной реконструкции жизни и образа мыслей первобытного человека. Автор был заинтересован развитием художественного творчества людей. Он стремился рассказать, что переживал первобытный человек в своем инстинктивном стремлении передавать окружавшие его явления и формы, как развивался художественный стиль и как его современники должны были относиться к таким произведениям искусства. Люди каменного века описаны Пахомовым как дикари, которые владеют палицами, каменными топорами и глиняными горшками. Они объединены в племена, избранные предводители которых названы вождями. Жилищами первобытных людей служат пещеры. Дикари поклоняются Великому Духу.
Известны акварельные пейзажи Д.Пахомова "Осень" и "Забытый уголок", воспроизведённые на открытках издательства "В пользу общины Св.Евгении" в 1907-1908 годах.

## Публикации
- Пахомов Д. А. На развалинах старого царства : Путевые очерки Кавказа. — СПб.: тип. А.Е. Колпинского, 1901. — 208 с.
- Пахомов Д. А. Два старика : Повесть для юношества (из кавказской жизни) Д. А. Пахомова. — СПб.: А. Ф. Девриен, 1904. — 238 с.
- Пахомов Д. А. Первый художник. Повесть из времён каменного века. — СПб.: Всходы, 1907. — 196 с.
- Пахомов Д. А. Первый художник. Повесть из времён каменного века. — СПб.: А. Ф. Девриен, 1913. — 216 с.